# Floks kanadyjski

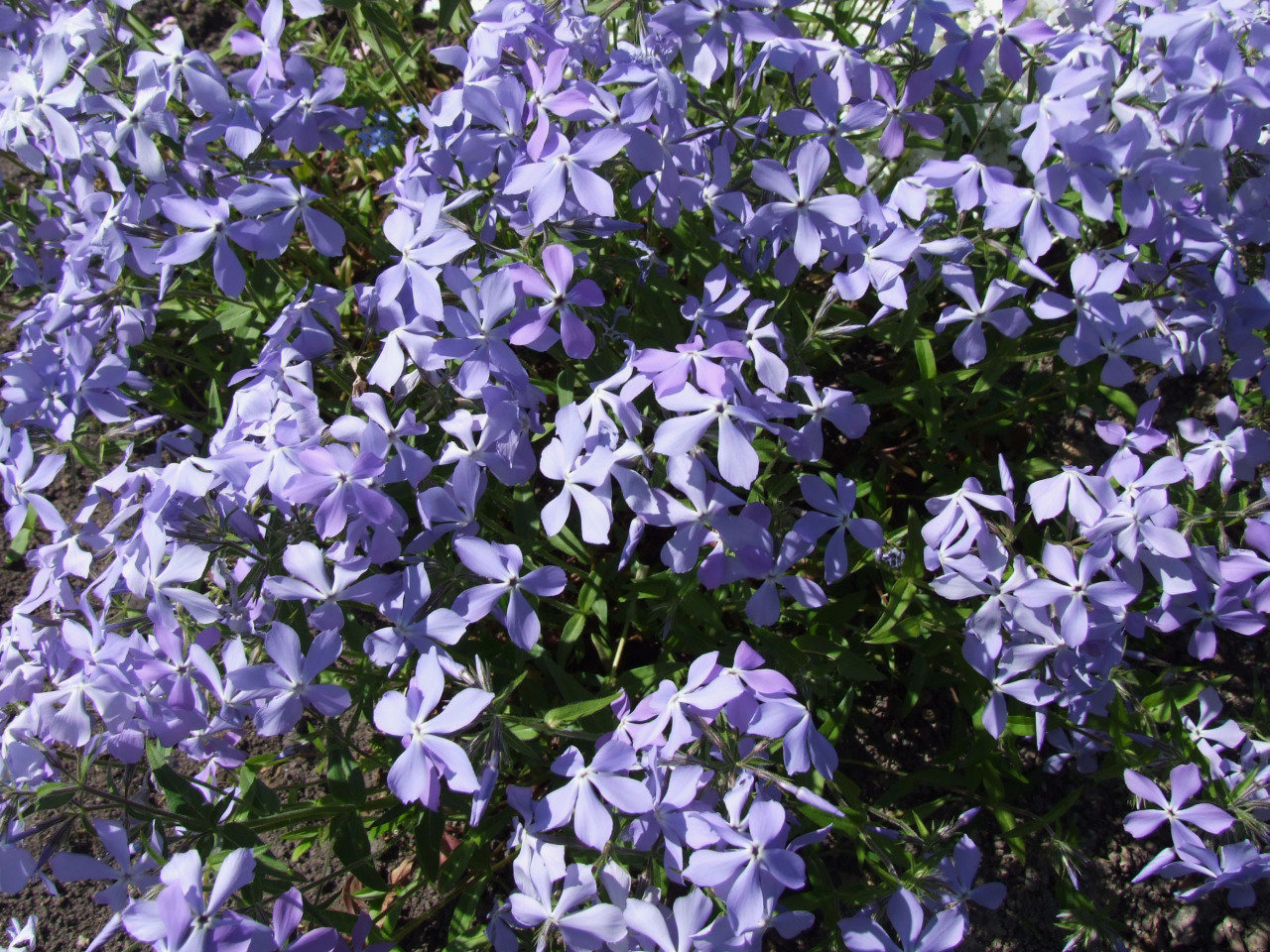

Floks kanadyjski (Phlox divaricata L.), nazywany także płomykiem kanadyjskim – gatunek rośliny z rodziny wielosiłowatych (Polemoniaceae). Pochodzi ze wschodniej części Ameryki Północnej. W Polsce jest uprawiany jako roślina ozdobna.

## Morfologia
PokrójJest byliną porastającą stanowiska słoneczne, osiąga wysokość 25–40 cm.
KwiatyNiebieskie i pachnące kwiaty wyrastają po 3–10 na wierzchołkach pędów. Kwitnie od kwietnia do czerwca.

## Zastosowanie
Roślina ozdobna. Może być uprawiana na rabatach, na kwiat cięty, a także jako roślina okrywowa. Walorami ozdobnymi tej rośliny są ładne kwiaty i intensywne kwitnienie.

## Uprawa
- Wymagania. Znosi półcień i nie ma specjalnych wymagań co do gleby, dobrze rośnie w każdej. Jest też bardzo odporny na choroby i szkodniki. Największą szkodę mogą wyrządzać norniki i krety. W Polsce jest całkowicie mrozoodporny (strefy mrozoodporności 4-9)[4].
- Pielęgnacja. Poza odchwaszczaniem nie wymaga specjalnych zabiegów pielęgnacyjnych. Przez lato należy go zasilać nawozem wieloskładnikowym, a przy długotrwałej suszy podlewać.